# Herbert Bischoff (SS-Mitglied)
Herbert Bischoff (* 6. März 1910 in Glogau, Provinz Schlesien; † 7. Juni 1971 in Düsseldorf) war ein deutscher SS-Führer. Er wurde bekannt als Hauptangeklagter eines Nachkriegsprozesses im Zusammenhang mit der Röhm-Affäre von 1934.

## Leben und Wirken
Bischoff erlernte den Beruf eines Fleischers. 1931 trat er in die SS (SS-Nummer 11.496) und zum 1. März desselben Jahres in die NSDAP ein (Mitgliedsnummer 480.773).
1934 gehörte Bischoff der SS in Schlesien an. Während der Röhm-Affäre, am 30. Juni 1934, misshandelten und verletzten er und weitere Täter den jüdischen Rechtsanwalt Sally Jacobssohn mit Gummiknüppeln, wofür er 1951 zu einer Gefängnisstrafe verurteilt wurde.
Am Folgetag, dem 1. Juli 1934, erhielt Bischoff vom Führer der Glogauer SS-Standarte den Befehl, den jüdischen Arzt Erich Lindemann, den Besitzer und Leiter eines Sanatoriums in Glogischdorf bei Glogau, als unliebsame Person zu erschießen. Zusammen mit drei weiteren SS-Angehörigen suchte Bischoff Lindemann auf, den sie im Garten seines Sanatoriums antrafen. Während zwei der SS-Leute zurückblieben, führten Bischoff und ein weiterer Täter namens Schmidt ihren Gefangenen in einen nahen Wald, wo sie ihm sein „Todesurteil“ eröffneten („Sie sind vom SD zum Tode verurteilt“) und anschließend aus unmittelbarer Nähe mit einer Pistole zwei Schüsse in den Kopf abgaben. Ein von der Staatsanwaltschaft eingeleitetes Untersuchungsverfahren wurde bald darauf auf Anordnung der Reichsregierung niedergeschlagen.
Während des Zweiten Weltkriegs kämpfte Bischoff als Angehöriger der Waffen-SS, zuletzt im Rang eines SS-Hauptsturmführers an der Ostfront.
Nach dem Krieg wurde Bischoff zusammen mit seinem SS-Kollegen Finsterwalde wegen der Tötung Lindemanns im Jahr 1934 vor dem Schwurgericht Kassel angeklagt. Am 24. Oktober 1952 wurde er für schuldig befunden und zu einer lebenslänglichen Zuchthausstrafe und lebenslanger Aberkennung der bürgerlichen Ehrenrechte verurteilt. Mit Urteil vom 8. Juli 1970 hob das Landgericht Kassel dieses Urteil auf und entschied, dass Bischoff nur der „Beihilfe zum Mord“ schuldig sei. Seine Strafe wurde zu fünf Jahren Haftzeit abgemildert.